# آغجين (أديامان)
آغجين (بالكردية: Axçîn‏) (بالتركية: Ağcin)‏ هي قرية تتبع إداريّاً لمديرية أديامان في محافظة أديامان التركية الواقعة في جنوب شرق الأناضول. وبلغ عدد سكانها 397 نسمة في عام 2021.